# 越前市国高小学校
越前市国高小学校（えちぜんし くにたかしょうがっこう）は福井県越前市国高1丁目にある公立小学校。

## 沿革
学校のウェブページによる。
- 1872年 - 永昌小学校を村国八幡の民家に創立。
- 1873年 - 緝煕校を村国に、開誠校を横市に、遷喬尋常小学校を高木に新設。
- 1874年 - 就新校を瓜生に新設。
- 1894年 - 緝煕校に農業補習学校を創立。
- 1909年6月13日 - 現地に4校を統合して新築し、国高尋常小学校と改称し、校旗制定。
- 1941年4月1日 - 今立郡国高村国高国民学校に改称。
- 1950年 - 武生市編入、武生市国高小学校と改称。
- 1958年3月1日 - 創立50周年記念式典、並びに新講堂改築落成式。
- 2008年 - 創立百周年記念式・記念演奏会、記念誌の発行。

## 校歌
- 山本和夫作詞／柏木俊夫作曲[2]

## 児童数
総児童数 640名(平成25年4月1日現在)

### 内訳
- 1年 107名
- 2年 95名
- 3年 97名
- 4年 119名
- 5年 119名
- 6年 103名

## 周辺施設
- 国高幼稚園